# Software Engineering Institute

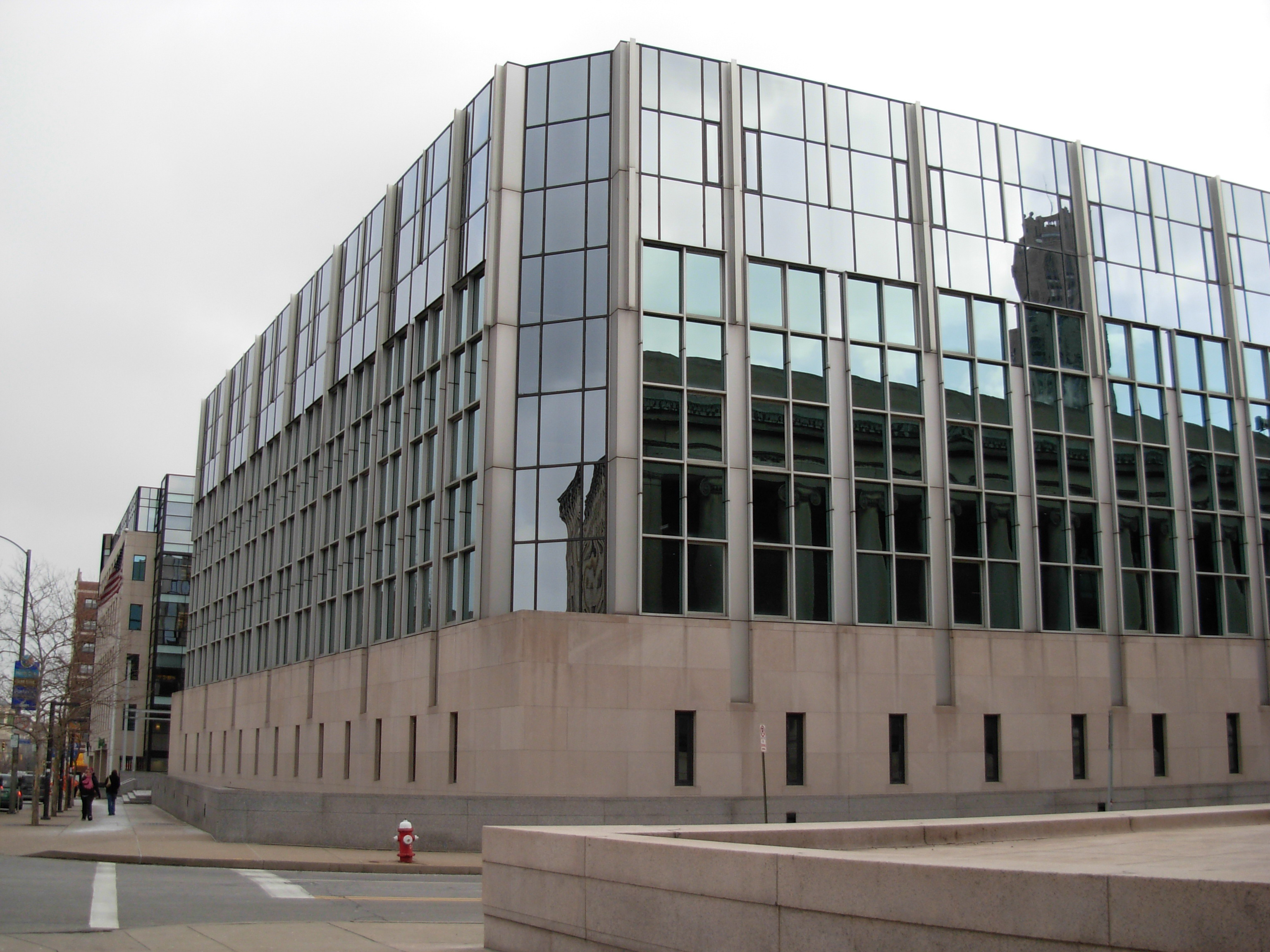
Siedziba SEI

Software Engineering Institute (SEI) – oparte na funduszach federalnych centrum badawczo-rozwojowe z siedzibą w Pittsburghu, Pensylwania, prowadzone przez Carnegie Mellon University, którego zadaniem jest rozwój technik inżynierii software'owej, ze szczególnym naciskiem na jakość oprogramowania. 
SEI wypełnia swoje zadania w dwóch obszarach: Software Engineering Management Practices i Software Engineering Technical Practices. Pierwszy dotyczy udoskonalania procesów zarządzania rozwojem i implementacją oprogramowania, drugi – ulepszaniem technicznych metod i narzędzi rozwoju oprogramowania; celem nadrzędnym jest naukowe opracowanie organizacyjnych i technicznych ram rozwoju software'u, które zastąpią doraźne i niezorganizowane metody jego tworzenia.